# باشگاه فوتبال دربی کانتی
باشگاه فوتبال دربی کانتی (به انگلیسی: .Derby County F.C)، باشگاه فوتبال انگلیسی است که در شهر داربی قرار دارد. این باشگاه در سال ۱۸۸۴ تأسیس گشته و تاکنون ۳ بار قهرمان لیگ یک فوتبال انگلیس شده‌است.

## رقبای سنتی
لستر سیتی، ناتینگهام فارست، لیدز یونایتد از رقبای سنتی و اصلی باشگاه دربی کانتی می‌باشند.

## افتخارات
باشگاه فوتبال دربی کانتی
چمپیونشیپ ۱۹۶۸
لیگ برتر فوتبال انگلستان
قهرمان: ۱۹۷۱ - ۱۹۷۲   ،،   ۱۹۷۵–۱۹۷۴ 
- ۱۹۸۹–۹۰
- ۱۹۷۸
- ،۱۹۷۹–۸۰

### جام حذفی انگلستان
قهرمان:۱۹۴۶–۱۹۴۵

### جام خیریه
قهرمان:۱۹۷۵

## تولید فیلم
در سال ۲۰۰۹، تام هوپر فیلمی بر اساس تاریخ این باشگاه به نام یونایتد لعنتی که با افتخارات این تیم به همراه برایان کلاف می‌پردازد، تولید کرد.